# Йосип II (папа Александрійський)
Йосип (Юсаф, Іосаб) II (копт. Ⲡⲁⲡⲁ Ⲁⲃⲃⲁ Ⲓⲱⲥⲏⲫ; д/н — 14 листопада 1956) — 115-й папа (абба) Александрійський та патріарх усієї Африки при Святому Престолі Святого Марка у 1945—1956 роках. Під час його правління в середині церкви точилася боротьба за владу, а корупція набула широкого поширення.

## Життєпис
Народився в Нагаміш (мухафаза Согаґ). Про молоді роки недостатньо відомостей. Був митрополитом Гірги. Тут побудував велику нову будівлю для бібліотеки та чудову резиденцію для митрополитів, а також перебудував собор Святого Марка в Александрії. У червні 1944 року, коли папа Макарій III залишив Каїр, був призначений патріаршим місцеблюстителем (до листопада 1944 року)
1945 року після смерті Макарія III вдруге стає місцеблюстителем. 26 травня 1946 року обрано новим очільником церкви. З самого початку висловився про прагнення працювати на єдність єгипетської політичної нації, зміцненням зв'язків з Ефіопською православною церквою, що в попередні роки намагалася здобути автокефалію.
Втім вже невдовзі камердинер і секретар папи — Камелій Гіргіс (відомий як Малік) — діяв як посередник між папою та рештою духовенства, внаслідок чого поступово отримав значний вплив на справи Коптської православної церкви. Згідно з різними повідомленнями, Малік стягував великі суми грошей за аудієнцію з папою та продав принаймні 16 із 19 єпископських призначень, здійснених під час керування Йосипом II. Звинувачення того у корупції та симонії стали поширеними в єгипетській пресі, викликаючи незадоволення серед коптських мирян. З різкою критикою ситуації виступав Назир Геїд, головний редактор журналу «Недільна школа».
13 липня 1948 року досяг угоди з імператором Хайле Селассіє I та ієрархами Ефіопська церкви досяг угоди, яка призвела до автокефалії останньої. Папа негайно висвятив 5 єпископів, які отримали повноваження обрати нового очільника для своєї церкви. 14 січня 1951 року висвятив на архієпископа-митрополита Абуну Базиліоса, що став першим очільником ефіопського походження Ефіопської православної церкви.
Між 1950—1952 роками будівлю церкви Святого Марка в Олександрії було знесено — оскільки вона була старою — і побудували іншу більшу будівлю із залізобетону в стилі базиліки. Шість мармурових стовпів перенесли до зовнішнього входу церкви. Іконостас був акуратно розрізаний на частини, кожній частині присвоєно номер, а потім акуратно повернутий туди, де він був. Два мінарети не були знесені, оскільки вони були укріплені бетоном і прикрашені красивими коптськими гравюрами. Два нові дзвони, привезені з Італії, поставили по одному на кожен мінарет.
Ситуація для папи змінилася у липні 1952 року з поваленням монархії в Єгипті й приходом до влади Руху вільних офіцерів. У вересні того ж року особисто скаргу на папу та ситуацію в церкві було спрямовано президенту Мухаммеду Наґібу, що в цей час намагався налагодити відносини з коптською громадою. В результаті 29 серпня 1953 року Гіргіса було арештовано поліцією і звинувачено у корупції. Але Йосип II розпочав боротьбу проти своїх опонентів, домігшись звільнення камердинера та заборону церковного спільнування для своїх супротивників серед священників.
У 1954 році було засновано Інститут коптських досліджень в Каїрі. У липні того ж року група з 27 політичних активістів з Товариства коптської нації (Умма аль-Кібтія) на чолі із Ібрагімом Хілялем влаштувала акцію протесту з вимогою відставки папи. 25 липня протест завершився тим, що 12 осіб разом з Хілялем викрали Йосипа II та відвезла його до коптського монастиря Святого Георгія в Старому Каїрі, де він був змушений підписати лист про зречення. Проте поліції вдалося врятувати Папу і повернути його до резиденції.
У вересні 1955 року Священний Синод та Генеральна рада громад вирішили усунути Йосипа II з посади, заявивши, що він не відповідає своїм обов'язкам. 22 вересня прийнято урядову постанову про відсторонення від посади Йосипа II. Той усамітнився в монастирі Богоматері (Дейр аль-Мухаррак) в Ель-Кусії. Його повалення синодом не було прийняте Ефіопською церквою, його ім'я згадувалося в церковних богослужіннях в Ефіопії після його усунення з посади. 19 травня 1956 року ефіопське духовенство ухвалило рішення про повернення папи до влади. Йосип II вирішив цим скористатися і 24 червня прибув до Каїру, але його не впустили до патріаршої резиденції, тому він знову змушений був підкоритися та повернутися до монастиря.
Перед смертю був переведений до коптської лікарні в Азбакеї, де й помер у листопаді 1956 року. З 1956 по 1959 рік церквою керував комітет, сформований з трьох митрополитів — Михаїла Ас'юцького, Агапія Діроцького і Каскамського і Веніаміна Монуфійського. Лише 1959 року було обрано нового папу, яким став Міна Старший під ім'ям Кирил VI.